# Colaptes pitius
El pitío, pitigüe o carpintero pitío (Colaptes pitius),  es una especie de ave Piciforme perteneciente al género Colaptes. El nombre "pitío" se deriva de su nombre mapuche pütiw, que a su vez es una onomatopeya de su canto.

## Descripción
Cabeza pardo oscuro. Auriculares, mejillas y garganta café leonado. Dorso y cubiertas alares pardo oscuro ribeteados de blanco. Lomo blanco. Supracaudales negras con barras transversales blanquecinas. Pecho blanquecino con barras transversales negruzcas. Abdomen algo amarillento. Subalares y axilares amarillo leonado. Cola oscura; rectrices con pintas amarillentas. Ojos amarillos. Mide 32-34 cm.

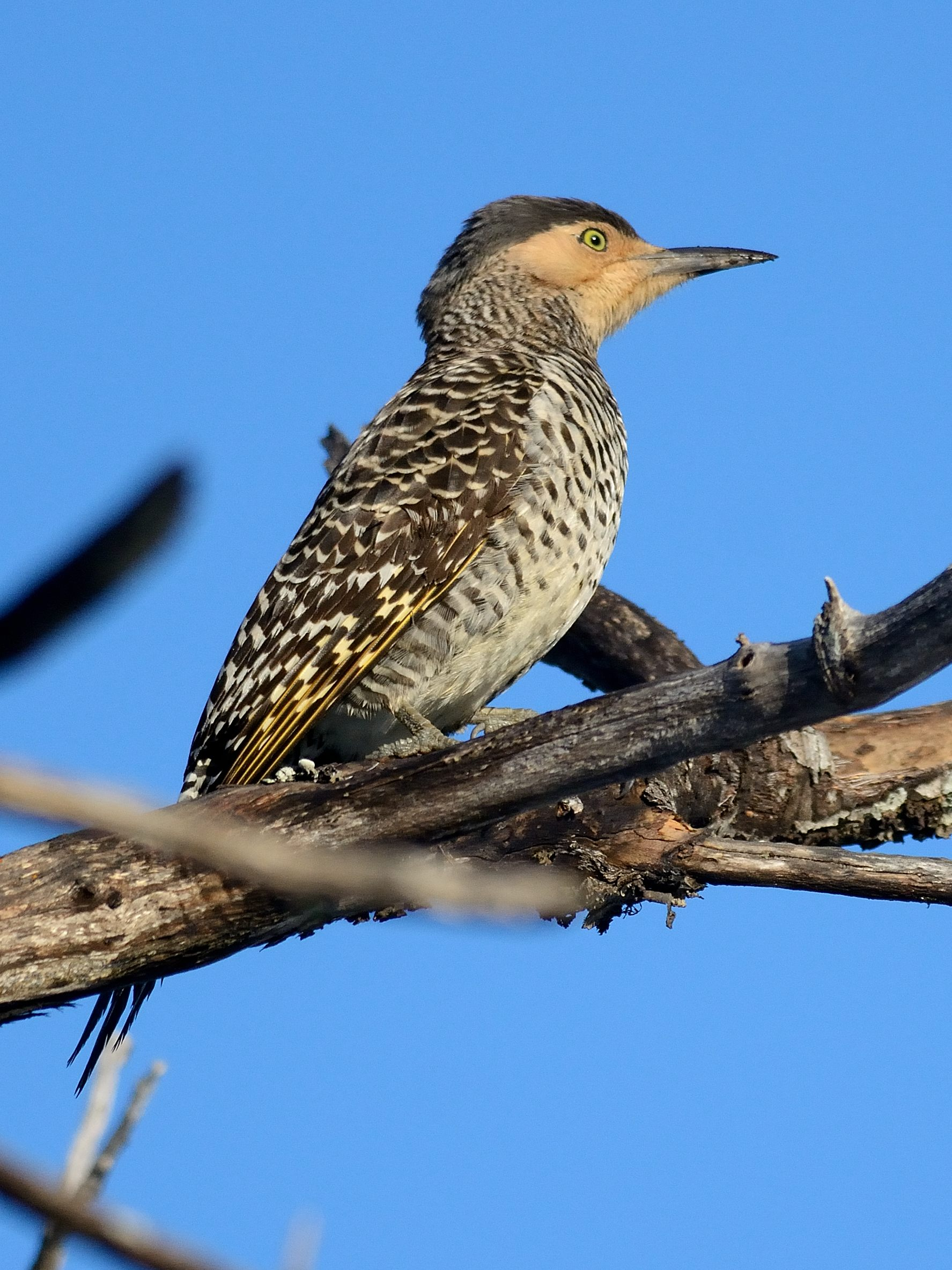
Araucanía, Chile

## Hábitat
Habita Chile y Argentina. Se le encuentra normalmente desde la zona costera hasta la precordillera, a unos 2.000 m s. n. m., en los faldeos de cerros y en campos abiertos arbustivos, evitando los bosques y selvas, en los cuales se le puede ver a la orilla de estos.

## Alimentación

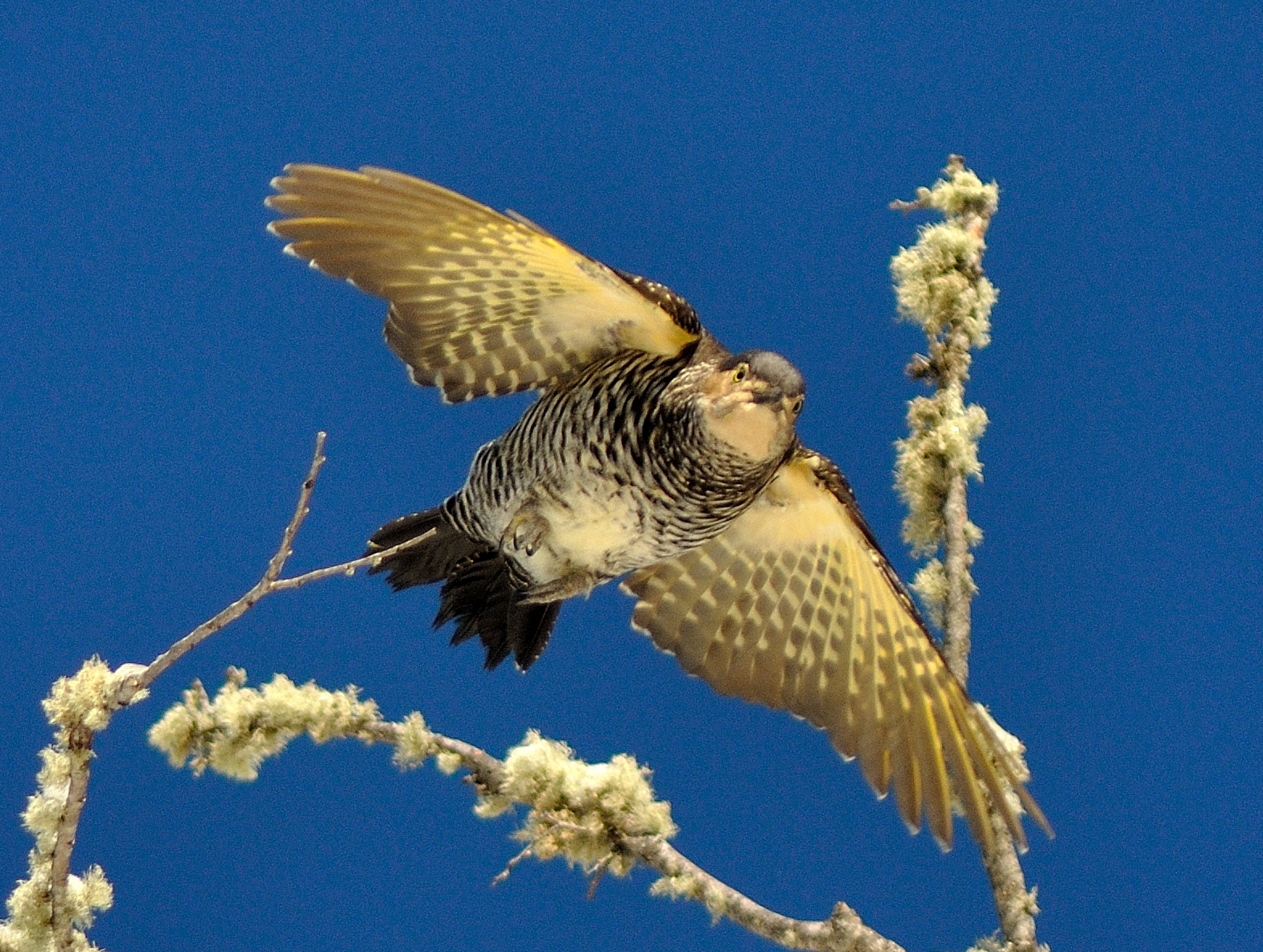
Pitío al vuelo

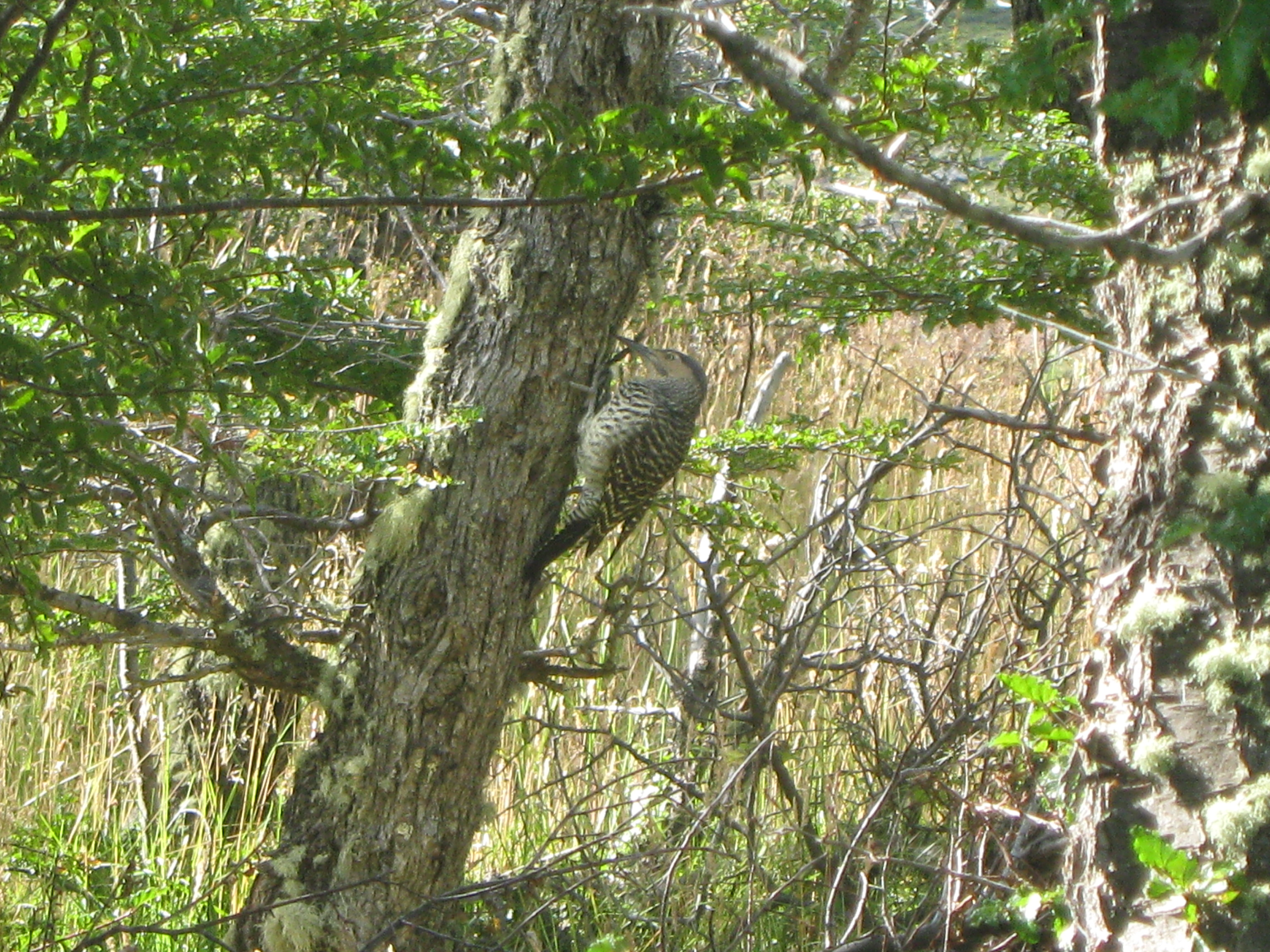
Carpintero pitío dando golpes con su pico a un árbol de Nothofagus.

Busca su alimento tanto en el suelo como entre las cortezas de los árboles y arbustos, a los cuales golpea con su fuerte y robusto pico para perforar la madera, meter su lengua cilíndrica y capturar insectos y sus larvas.

## Particularidades

### Vuelo
Su vuelo ondulante, consiste en unos 5 aleteos y luego un planeo con las alas cerradas, en forma alternada.

### Nido
A diferencia de la costumbre normal de los carpinteros de nidificar en el interior de algún tronco lo cual lo hace por excepción, el pitio prefiere hacerlo en hoyos de barrancos, laderas escarpadas o caminos cortados, en donde cava un agujero profundo. La nidada consta generalmente de 5 o 6 huevos, de tamaño de 30x24 mm.app. 

### Canto
Su canto suena parecido a "pitío" y es muy característico. La creencia popular del sur de Chile afirma que es un anuncio de visitas.